# Antrocephalus bicolor
Antrocephalus bicolor är en stekelart som först beskrevs av William Harris Ashmead 1900.  Antrocephalus bicolor ingår i släktet Antrocephalus och familjen bredlårsteklar. Inga underarter finns listade i Catalogue of Life.